# Comuna de Komorniki
Komorniki (polaco: Gmina Komorniki) é uma gminy (comuna) na Polónia, na voivodia de Grande Polónia e no condado de Poznański. A sede do condado é a cidade de Komorniki.
De acordo com os censos de 2004, a comuna tem 13 330 habitantes, com uma densidade 200,3 hab/km².

## Área
Estende-se por uma área de 66,55 km², incluindo:
- área agricola: 73%
- área florestal: 16%

## Demografia
Dados de 30 de Junho 2004:
|                      | Total   | Total | Mulheres | Mulheres | Homens  | Homens |
| -------------------- | ------- | ----- | -------- | -------- | ------- | ------ |
|                      | pessoas | %     | pessoas  | %        | pessoas | %      |
| População            | 13 330  | 100   | 6790     | 50,9     | 6540    | 49,1   |
| Densidade (pop./km²) | 200,3   | 100   | 102      | 102      | 98,3    | 98,3   |

De acordo com dados de 2002, o rendimento médio per capita ascendia a 1556,64 zł.

## Subdivisões
- Chomęcice, Głuchowo, Komorniki, Łęczyca, Plewiska, Rosnówko, Szreniawa, Wiry.

## Comunas vizinhas
- Dopiewo, Luboń, Mosina, Poznań, Puszczykowo, Stęszew